# Méditerranée (departement)

Franse departementen in Noord-Italië

Blazoen van Livorno in de napoleontische tijd

Het departement Méditerranée (1808-1814) was een Frans departement van het Eerste Franse Keizerrijk. De hoofdplaats was Livorno.
Door het Verdrag van Fontainebleau (oktober 1807) verdween het koninkrijk Etrurië van de kaart. Frankrijk annexeerde haar vazalstaat Etrurië als drie eigen departementen. Een van de departementen heette Méditerranée, genoemd naar de Middellandse Zee. De hoofdplaats Livorno was zetel van de prefectuur. Het wapenschild van Livorno moest een rode band toevoegen met drie gouden bijen. Gouden bijen waren een napoleontisch symbool voor macht, meer bepaald drukten zij onsterfelijkheid en heropstanding uit.
De onderprefecturen waren Pisa en Volterra. In 1811 kwam er een onderprefectuur bij het departement Méditerranée: het eiland Elba, gelegen in de Toscaanse archipel. De naam van het eiland Elba werd arrondissement Portoferraio, genoemd naar de belangrijkste stad van Elba, Portoferraio.
Door een ander Verdrag van Fontainebleau, namelijk deze van het jaar 1814, ging het continentaal deel van het departement Méditerranée naar het groothertogdom Toscane. Het eiland Elba bleef apart als een vorstendom onder bestuur van Napoleon. Hij leefde verbannen in Elba, met behoud van zijn keizerstitel. Napoleon was dus formeel keizer van Elba (1814-1815).
Het territorium van het departement Méditerranée kwam overeen met de huidige Italiaanse provincies Pisa en Livorno. Deze laatste provincie bevat het eiland Elba.